# Amphisphaerellula
Amphisphaerellula — рід грибів. Назва вперше опублікована 1952 року.

## Класифікація
До роду Amphisphaerellula відносять 2 види:
- Amphisphaerellula fagi
- Amphisphaerellula gucevicziae